# Epinephelus awoara
Epinephelus awoara é uma espécie de peixe da família Serranidae.
Pode ser encontrada nos seguintes países: China, Disputed Territory, Hong Kong, Coreia do Norte, Coreia do Sul, Macau, Filipinas, Taiwan e Vietname.
Os seus habitats naturais são: mar aberto, mar costeiro, pradarias aquáticas subtidais e recifes de coral.
Está ameaçada por perda de habitat.